# Кальес, Плутарко Элиас
Плута́рко Эли́ас Ка́льес (исп. Plutarco Elías Calles, pluˈtarko eˈli.as ˈkaʎes; 25 сентября 1877, Гуаймас, Сонора, Мексика — 19 октября 1945, Мехико) — мексиканский военный и политический деятель, президент Мексики (1924—1928), самопровозглашённый «верховный вождь революции», фактически правивший страной в 1924—1936 годах, в период, известный как максимат. Ярый атеист, открытый противник Католической церкви и организатор репрессий против её духовенства и прихожан, вылившихся в восстание кристерос — гражданскую войну между католическими повстанцами и правительственными силами. Основатель Национальной революционной партии (в дальнейшем получившей название Институционно-революционная партия), правившей в Мексике более 70 лет.

## Молодость
Внебрачный сын Марии де Хесус Кампусано и Плутарко Элиаса — мексиканца из обедневшего знатного ливанского рода, страдавшего алкоголизмом. Плутарко получил фамилию Кальес от своего дяди, который растил его после смерти матери. Мать его происходила из рода крещёного еврея-сефарда Франсиско Элиаса Гонсалеса де Сайяса (1704—1790), испанского офицера, переехавшего в 1729 году из испанской Риохи в мексиканский город А́ламос и участвовавшего в войнах против индейцев яки и апачей.
Сменил несколько разных профессий: от бармена до школьного учителя. Поддержал Франсиско Мадеро, при котором занял должность политического комиссара. Примкнул к победителям Мексиканской революции (1910—1920), благодаря чему сделал быструю карьеру, уже в 1915 году став генералом. Возглавил Конституционную армию в родном штате Сонора и подавил выступление Хосе Марии Майторены и Панчо Вильи во время Второй битвы при Агуа-Приете в 1915 году.
В том же году Кальес стал губернатором штата Сонора и прославился энергичными реформами, жёсткими методами проводя политику индустриализации и развития местной инфраструктуры. Проводил популистское законодательство, дававшее социальные гарантии рабочим, и в то же время активно выступал против церкви. В 1919 году Венустиано Карранса назначил Кальеса министром торговли, промышленности и труда. В 1920 году присоединился к организованному Альваро Обрегоном перевороту, свергшему Каррансу, в благодарность за что Обрегон назначил Кальеса министром внутренних дел. Кальес присоединился к мексиканской Лейбористской партии, и как союзник Обрегона в 1924 году был избран на пост президента, победив кандидата от аграриев Анхеля Флореса и эксцентричного Николаса Суньигу.

## Президентство
Избрание Кальеса на должность президента поддержали профсоюзы и крестьянские объединения. Партия лейбористов, поддерживавшая его правительство, на деле представляла собой политическое ответвление влиятельной Региональной конфедерации мексиканских рабочих (en:Regional Confederation of Mexican Workers, CROM), которую возглавлял Луис Наполеон Моронес. Незадолго до инаугурации Кальес съездил в Европу, где он изучал опыт работы социал-демократов и рабочего движения, который позднее попытался внедрить в Мексике. Кальес поддержал земельные реформы и продвигал «эхидо» (мексиканский вариант общественного землевладения) как способ освободить крестьян; несмотря на это, в годы его правления не происходило перераспределения крупных землевладений. Кальес основал несколько банков в поддержку крестьян, а также Банк Мексики. При нём министр сельского хозяйства Альберто Пани сумел добиться ослабления внешнего долга, но вступив в конфликт с Кальесом, ушёл в отставку в 1927 году.

### Отношения с США во время президентского срока

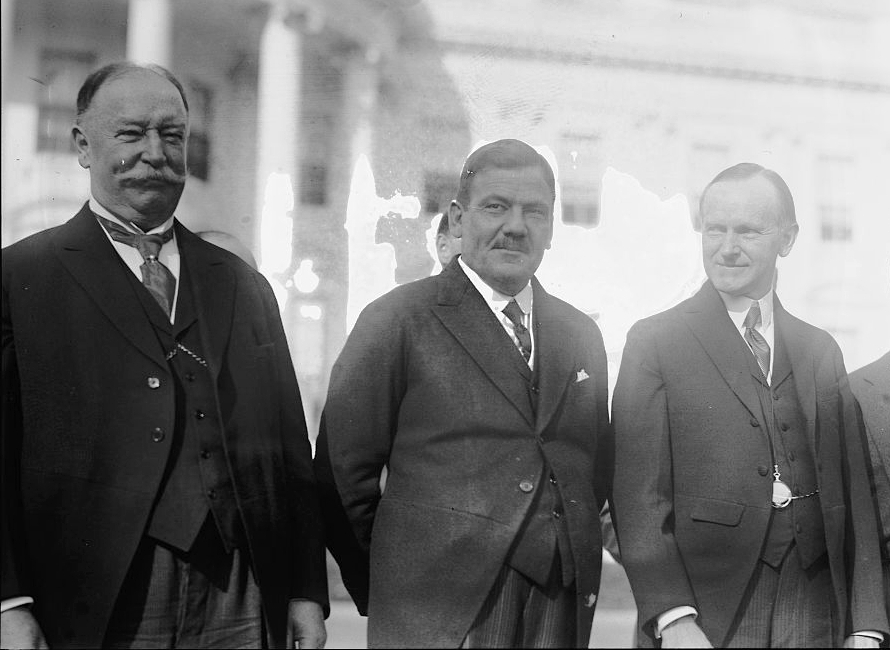
Бывший президент США Уильям Говард Тафт, Плутарко Элиас Кальес и действующий президент США Кальвин Кулидж в Белом доме.

Одной из проблем в отношениях с США была нефть. Кальес отверг Соглашения Букарели 1923 года, заключённые при президенте Альваро Обрегоне, и выдвинул проект нового нефтяного закона, форсировавшего применение статьи 27 конституции, согласно которому всё, что находилось под землёй, было собственностью государства. Эта статья, в особенности при условии её применения с обратной силой, угрожала нефтяным компаниям Европы и США, имевшим владения в Мексике. Верховный суд Мексики принял решение о том, что принадлежащие иностранным владельцам нефтяные поля не могли быть национализированы, если они уже использовались до введения конституции в действие. Соглашения Букарели подтвердили решение Верховного суда в обмен на признание со стороны США президентства Альваро Обрегона.
Американское правительство немедленно отреагировало на инициативу Кальеса. Посол США Шеффилд назвал Кальеса «коммунистом», а госсекретарь Келлог 12 июня 1925 года выступил с угрозами в адрес Мексики. Общественное мнение в США стало критическим по отношению к Мексике после того, как в стране было открыто первое советское посольство, в связи с чем советский посол заявил, что «нет других таких двух стран, между которыми есть столько сходства, как между СССР и Мексикой». Американские политики стали рассматривать мексиканский режим как «советский».
В 1925 году состоялись дебаты по поводу нового нефтяного законодательства, а в 1926 году оно было принято. В январе 1927 года мексиканское правительство отменило концессии для нефтяных компаний, которые противоречили принятому закону. Пресса США и президент стали обсуждать возможности войны с Мексикой, однако благодаря дипломатическим манёврам Кальеса её удалось избежать. Вскоре была установлена прямая телефонная связь между Кальесом и президентом Калвином Кулиджем. Вместо Шеффилда новым послом был назначен Дуйат Морроу, который успешно провёл переговоры о согласии между мексиканским правительством и нефтяными компаниями.
Ещё одним источником конфликтов между Мексикой и США было то, что Мексика поддержала либералов в гражданской войне в Никарагуа, тогда как США поддержали консерваторов. Конфликт завершился подписанием соглашения, в котором обе страны обязались поддерживать «более демократическую», по их субъективному мнению, сторону конфликта.

### Гражданское право
Кальес изменил гражданский кодекс Мексики, предоставив незаконнорожденным детям те же права, что и детям, рождённым от состоящих в браке родителей, отчасти в качестве реакции на проблемы, с которыми он сам часто сталкивался, будучи ребёнком неженатых родителей. Согласно ложным слухам, его родители были сирийцами или турками, что дало ему прозвище Эль Турко (Турок). Недоброжелатели сравнивали Кальеса с «великими турками», антихристианскими лидерами эпохи Крестовых походов. Чтобы не привлекать слишком много внимания к своему несчастливому детству, Кальес предпочёл игнорировать эти слухи, а не бороться с ними.

### Здравоохранение
После революции общественное здравоохранение в Мексике было не в лучшем состоянии, но оно не было особенно хорошим и в эпоху порфириата. Администрация Кальеса стремилась улучшить здравоохранение и гигиену, поскольку здоровье граждан считалось важным для экономического развития. Кальес придал этому вопросу особое значение, создав должность министра общественного здравоохранения. Министерство отвечало за продвижение вакцинации против инфекционных заболеваний, улучшение доступа к питьевой воде, канализационным и дренажным системам, а также инспектирование ресторанов, рынков и других поставщиков продуктов питания. Новый санитарный кодекс 1926 года предписал обязательную вакцинацию и уполномочил правительство принимать другие меры по санитарии и гигиене. Также частью программы была обязательная регистрация проституток.

### Образование
Образование было важной частью администрации Обрегона, особенно при Хосе Васконселосе. Кальес смог выделить больше государственных средств на сельское образование и добавил две тысячи новых школ к той тысяче, которую основал его предшественник. Ключевой целью сельского образования была интеграция коренного населения Мексики в национальное государство, поэтому обучение испанскому языку было неотъемлемым аспектом государственного образования. Наряду с превращением коренных жителей сельских районов в испаноговорящих, целью образования было формирование лояльных и патриотичных граждан. Министр образования Хосе Мануэль Пуч Касауранк разработал учебные материалы, восхваляющие достижения сонорцев Обрегона и Кальеса как продолжателей дела революции. Секретариат государственного образования, базирующийся в столице и контролируемый городской интеллигенцией, не мог приказать сельским жителям и учителям государственных школ придерживаться программы, поэтому на месте были своего рода дискуссии о том, как осуществлять образовательную деятельность.

### Антирелигиозная политика
14 июня 1926 году президент Кальес ввёл в действие антиклерикальный закон, реформировавший Уголовный кодекс и известный как Закон Кальеса. Были запрещены религиозные ордена, церковь была лишена прав собственности, а священники были лишены гражданских прав, в том числе права на рассмотрение их дел судом присяжных (по делам, касавшихся нарушения антиклерикальных законов) и права голоса на выборах Открытый атеизм Кальеса вызвал ненависть к нему католиков. По поводу событий тех времён президент Висенте Фокс заявил: «После 1917 года Мексикой управляли антикатолические масоны, пытавшиеся вызвать из могилы антиклерикальный дух популярного президента-аборигена Бенито Хуареса, возглавлявшего страну в XIX веке. Но военные диктаторы 1920-х были намного брутальнее Хуареса».
Поднятое католиками восстание вылилось в гражданскую войну, в ходе которой погибло по разным данным до 250 000 человек. Отдельные партизанские действия католиков продолжались до 1940 года, когда к власти пришёл президент-католик Мануэль Авила Камачо. Если до начала войны в Мексике было 4500 священников, то к 1934 году осталось всего 334 лицензированных правительством священника на 15 миллионов прихожан — остальные были казнены, вынуждены скрываться или эмигрировали. К 1935 году в 17 штатах вообще не было ни одного священника.

## Максимат

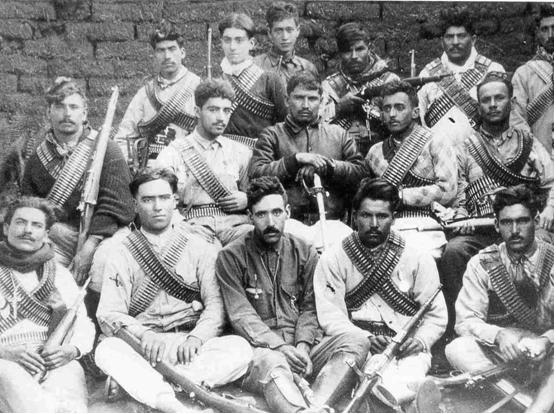
Повстанцы-кристерос

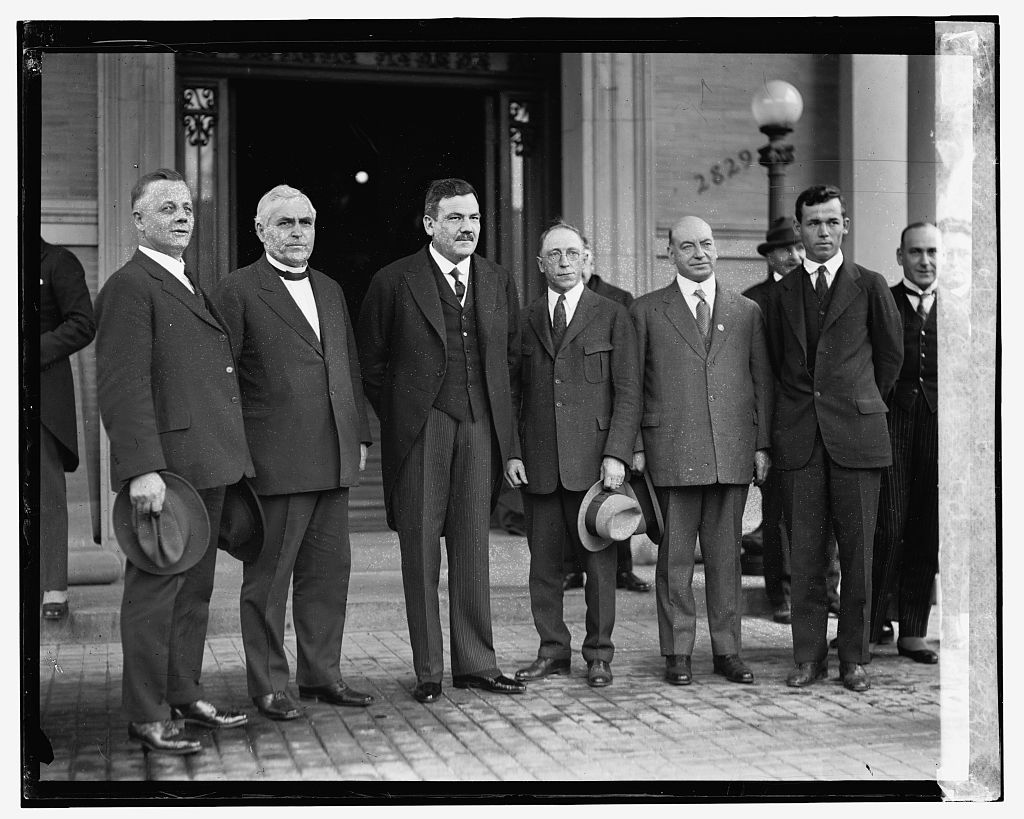
Президент Мексики Плутарко Кальес в здании Американской федерации труда (:en:American Federation of Labor Building).

В годы правления Кальеса была принята поправка к конституции, позволявшая переизбрание на срок президента через один или несколько сроков. В 1928 году Обрегон был избран президентом вместо Кальеса, однако был убит католическим террористом Хосе де Леоном Торалем, не успев вступить на пост. Во избежание политического вакуума Кальес присвоил себе пост «Великого руководителя» (Jefe Máximo) и стал фактическим правителем Мексики, тогда как временным президентом был назначен Эмильо Портес Хиль. В следующем году Кальес основал Национальную революционную партию.
Период 1928—1934 годов известен как «максимат» (Maximato). Находившиеся в это время на посту президента Эмилио Портес Хиль, Паскуаль Ортис Рубио и Абелардо Родригес считаются марионетками Кальеса, который официально с 1929 года занимал пост военного министра и был занят подавлением восстания кристерос. Вскоре после вмешательства США, в 1930 году мексиканское правительство подписало мир с повстанцами. В период максимата Кальес испытывал симпатию к идеям фашизма и пытался внедрить его в Мексике. В 1930 году была запрещена Мексиканская коммунистическая партия, Мексика перестала поддерживать повстанцев Сесара Сандино в Никарагуа, начало жестоко подавлять забастовки, правительство перестало перераспределять земли среди бедных крестьян. Кальес полностью забыл о своих прежних связях с коммунистическим и рабочим движением.
В 1934 году Кальес выдвинул на пост президента своего давнего соратника Ласаро Карденаса, надеясь, что и тот будет его верным последователем. Однако вскоре после инаугурации Карденас стал всё чаще открыто конфликтовать с Кальесом, выступил в поддержку профсоюзов, критиковал насильственные методы последнего, выступил против фашистской организации «Золотые рубашки» генерала Николаса Родригеса Карраско, преследовавшей коммунистов, евреев и китайских мигрантов.
Постепенно Карденас осмелел и стал смещать с важных постов сторонников Кальеса, и наконец арестовал самого Кальеса по обвинению в заговоре с целью взрыва железной дороги. В момент ареста Кальес читал испанский перевод книги Гитлера «Моя борьба».
9 апреля 1936 года Кальес был депортирован в США.

## Изгнание и возвращение
В изгнании в США Кальес поддерживал контакты с американскими фашистами, хотя и отвергал их антисемитские и антимексиканские идеи. Он также подружился с мексиканским философом Хосе Васконселосом, который ранее был его политическим противником.
Преемник Карденаса, Мануэль Авила Камачо, позволил Кальесу вернуться в страну в 1941 году. Последние годы он провёл, не вмешиваясь в политику, живя в городах Мехико и Куэрнавака.
После возвращения в Мексику позиция Кальеса стала более умеренной. В 1942 году он поддержал объявление Мексикой войны странам Оси. Последние годы интересовался спиритуализмом. За несколько месяцев до смерти в октябре 1945 года в возрасте 68 лет Кальес заявил, что верит в высшую силу.